# Матак
Мата́к (каз. Матақ) — село у складі Каркаралінського району Карагандинської області Казахстану. Адміністративний центр та єдиний населений пункт Угарського сільського округу.
Населення — 385 осіб (2021; 518 у 2009, 569 у 1999, 733 у 1989).
Національний склад станом на 1989 рік:
- казахи — 100 %.